# Christine Baitinger
Christine Baitinger (* 2. März 1974 als Christine Beck) ist eine ehemalige deutsche Fußballschiedsrichterin und Fußballspielerin. Sie war von 1999 bis 2017 DFB-Schiedsrichterin und stand von 2004 bis 2014 auf der FIFA-Liste. Sie pfiff für den TV Darmsheim.

## Werdegang
Christine Baitinger spielte Anfang der 1990er Jahre für den VfL Sindelfingen in der Bundesliga. Seit 1999 pfeift sie in der Frauen-Bundesliga und in der Oberliga Baden-Württemberg der Männer. Am 26. Mai 2001 leitete sie das DFB-Pokalfinale der Frauen zwischen dem 1. FFC Frankfurt und dem FFC Flaesheim-Hillen.
2004 wurde sie zur FIFA-Schiedsrichterin berufen. Im gleichen Jahr wurde sie bei der U-19-Europameisterschaft in Finnland eingesetzt. Zwei Jahre später pfiff sie bei der U-20-Weltmeisterschaft in Russland. Am 10. März 2007 leitete sie im Rahmen der Qualifikation zur Frauen-WM 2007 das Relegationsspiel zwischen Japan und Mexiko in Tokio.
Ebenfalls 2007 pfiff sie das Final-Hinspiel des UEFA Women’s Cup zwischen Umeå IK und Arsenal London. Im Juni 2007 wurde sie von der FIFA für die WM 2007 nominiert. Sie leitete in der Vorrunde die Partien Norwegen gegen Kanada und Nordkorea gegen Schweden sowie das Viertelfinalspiel Brasilien gegen Australien.
In der Saison 2011/12 wurde Baitinger zum dritten Mal nach 2005/06 und 2007/08 zur Schiedsrichterin des Jahres gewählt.
2012 wurde sie für die U-20-Fußball-WM der Frauen in Japan nominiert und leitete dort das Eröffnungsspiel zwischen Gastgeber Japan und Mexiko.
Seit Januar 2023 ist Baitinger sportliche Leiterin der Schiedsrichterinnen beim DFB.

## Privat
Christine Baitinger ist hauptberuflich Verwaltungsfachangestellte. Sie und ihr Mann Frank Baitinger haben einen Sohn (* 2010).